# Copa de Oro de la Concacaf 2000
La Copa de Oro de la Concacaf 2000 fue la decimoquinta edición del torneo continental de selecciones de la Concacaf, que se realizó en los Estados Unidos durante febrero de 2000. Como novedad de esta edición se puede mencionar el aumento de 10 a 12 selecciones las participantes (9 de Concacaf, 2 de Conmebol y 1 de AFC). 
El campeón inédito (debido a que pasó la fase de grupos por sorteo de moneda contra Corea del Sur) fue Canadá, quien eliminó al tricampeón México en cuartos de final con un gol de oro en tiempo extra, a Trinidad y Tobago por la mínima en semifinales y finalmente pasando por encima del invitado Colombia por 2-0.

## Sede
El torneo se desarrolló nuevamente en los Estados Unidos, estableciendo casi los mismos estadios que en la edición pasada, solo intercambiando el Oakland Coliseum de Oakland por el Qualcomm Stadium de San Diego.

### Estadios
| Los Ángeles                   | Miami             | San Diego         |
| ----------------------------- | ----------------- | ----------------- |
| California                    | Florida           | California        |
| Los Angeles Memorial Coliseum | Miami Orange Bowl | Qualcomm Stadium  |
| Capacidad: 93 607             | Capacidad: 74 476 | Capacidad: 70 561 |
|                               |                   |                   |
| Los Ángeles San Diego Miami   |                   |                   |

## Árbitros
Para esta edición, también se contó con la presencia de árbitros  provenientes de otras confederaciones: CONMEBOL y AFC. En total se confirmaron 11 árbitros centrales y 6 árbitros asistentes.
| Centrales - Brian Hall - Felipe Ramos Rizo - Olger Mejías - Ramesh Ramdhan - Carlos Batres - Peter Prendergast - Argelio Sabillón - Rafael Rodríguez - Mario Sánchez Yantén - Gustavo Méndez - Young-Joo Kim | Asistentes - François Clemroy - Henrick Mackay - Raúl Osorio - Virgilo Ruiz - Michael Ragoonath - Vladimir Bertiaga |

## Formato de competición
El torneo se desarrolla dividido en cinco etapas: fase de grupos, cuartos de final, semifinales, partido por el tercer lugar y final.
En la fase de grupos los doce equipos participantes se dividen en 4 grupos de 3 equipos, cada equipo juega una vez contra sus rivales de grupo con un sistema de todos contra todos, los equipos son clasificados en los grupos según los puntos obtenidos en todos sus partidos jugados los cuales son otorgados de la siguiente manera:
- 3 puntos por partido ganado.
- 1 punto por partido empatado.
- 0 puntos por partido perdido.

Clasifican a los cuartos de final los dos primeros lugares de cada grupo. Si al término de la fase de grupos dos o más equipos terminan empatados en puntos se aplican los siguientes criterios de desempate:
- La diferencia de goles en los partidos del grupo.
- La mayor cantidad de puntos obtenidos en los partidos entre los equipos en cuestión.
- Sorteo por parte del Comité de la Copa Oro.

En los cuartos de final los 8 equipos clasificados a esta instancia forman 4 series de dos equipos, los ganadores de cada serie clasifican a las semifinales, y los ganadores de las semifinales disputan la final del torneo. Los enfrentamientos de cuartos de final y semifinales se determinan de la siguiente manera:o. Los enfrentamientos de cuartos de final y semifinales se determinaron de la siguiente manera:
| Cuartos de final - Ganador Grupo B - Segundo Grupo A (Semifinalista 1) - Ganador Grupo A - Segundo Grupo B (Semifinalista 2) - Ganador Grupo D - Segundo Grupo C (Semifinalista 3) - Ganador Grupo C - Segundo Grupo D (Semifinalista 4) | Semifinales - Semifinalista 1 - Semifinalista 2 - Semifinalista 3 - Semifinalista 4 |

Los cuartos de final, semifinales y final se juegan con un sistema de eliminación directa, si algún partido de estas fases termina empatado luego de los noventa minutos de tiempo de juego reglamentario se procede a jugar un tiempo extra consistente en dos periodos de 15 minutos, si la igualdad persiste se define al ganador mediante tiros desde el punto penal.

## Clasificación
Solo 2 de las selecciones pertenecientes a la Unión Norteamericana de Fútbol (NAFU), Estados Unidos y México clasificaron automáticamente, pues Canadá disputaría la Clasificación para la Copa de Oro de la Concacaf 2000 por ser el equipo peor clasificado de este organismo. A éstos se le suman las selecciones invitadas del torneo Colombia, Perú (provenientes de la CONMEBOL) y Corea del Sur (proveniente de la AFC) además de las selecciones pertenecientes a la Unión Centroamericana de Fútbol (UNCAF) y a la Unión Caribeña de Fútbol (CFU) que disputaron torneos clasificatorios que fueron a su vez los torneos regionales de ambos organismos subordinados de la Concacaf, la repartición de los 5 cupos directos en cuestión fue la siguiente:
- Centroamérica: 3
- Caribe: 2

La Copa Uncaf 1999 se llevó a cabo en Costa Rica del 17 al 28 de abril de 1999 y en ella participaron 6 selecciones, después que Panamá declinara participar en el torneo. Los 3 primeros lugares de la fase final de esta competencia consiguieron su clasificación al torneo, siendo Costa Rica, Guatemala y Honduras los clasificados. Mientras que El Salvador al terminar última y sin puntos tuvo que disputar el torneo clasificatorio.
De la zona del Caribe, Jamaica y Trinidad y Tobago fueron los campeones en ambas ediciones de 1998 y 1999 respectivamente, por lo tanto ambas escuadras clasificaron automáticamente al torneo, mientras que Cuba siendo subcampeón de la edición de 1999 y Haití siendo semifinalista de ambas ediciones procedieron a jugar el torneo clasificatorio junto a Canadá y El Salvador.

### Repechaje
| Equipo      | Pts | PJ | PG | PE | PP | GF | GC | Dif |
| ----------- | --- | -- | -- | -- | -- | -- | -- | --- |
| Canadá      | 7   | 3  | 2  | 1  | 0  | 4  | 2  | 2   |
| Haití       | 4   | 3  | 1  | 1  | 1  | 3  | 3  | 0   |
| Cuba        | 4   | 3  | 1  | 1  | 1  | 3  | 2  | 1   |
| El Salvador | 1   | 3  | 0  | 1  | 2  | 3  | 6  | -3  |

| Fecha                 | Lugar       |             |                        | Resultado |                        |             |
| --------------------- | ----------- | ----------- | ---------------------- | --------- | ---------------------- | ----------- |
| 6 de octubre de 1999  | Los Ángeles | Canadá      | Bandera de Canadá      | 0:0       | Bandera de Cuba        | Cuba        |
| 6 de octubre de 1999  | Los Ángeles | El Salvador | Bandera de El Salvador | 1:1 (1:0) | Bandera de Haití       | Haití       |
| 8 de octubre de 1999  | Los Ángeles | Cuba        | Bandera de Cuba        | 0:1 (0:0) | Bandera de Haití       | Haití       |
| 8 de octubre de 1999  | Los Ángeles | Canadá      | Bandera de Canadá      | 2:1 (1:0) | Bandera de El Salvador | El Salvador |
| 10 de octubre de 1999 | Los Ángeles | Haití       | Bandera de Haití       | 1:2 (0:2) | Bandera de Canadá      | Canadá      |
| 10 de octubre de 1999 | Los Ángeles | Cuba        | Bandera de Cuba        | 3:1 (1:0) | Bandera de El Salvador | El Salvador |

| Bandera de Canadá | Bandera de Haití |
| Canadá            | Haití            |
| Primer puesto     | Segundo puesto   |

## Equipos participantes
Las selecciones de  Estados Unidos y México tuvieron asegurada su clasificación. 
- En cursiva los equipos debutantes.

| CFU | UNCAF |

| Equipos participantes | Equipos participantes | Equipos participantes | Equipos participantes |
| --------------------- | --------------------- | --------------------- | --------------------- |
| Canadá                | Costa Rica            | Haití                 | México                |
| Colombia              | Estados Unidos        | Honduras              | Perú                  |
| Corea del Sur         | Guatemala             | Jamaica               | Trinidad y Tobago     |

### Sorteo
| Bombo 1                                                                   | Bombo 2                                | Bombo 3                                                                |
| ------------------------------------------------------------------------- | -------------------------------------- | ---------------------------------------------------------------------- |
| México Estados Unidos (anfitrión, asignado al Gpo. B) Costa Rica Honduras | Jamaica Trinidad y Tobago Haití Canadá | Guatemala Colombia (invitado) Perú (invitado) Corea del Sur (invitado) |

## Resultados

### Primera fase

#### Grupo A
| Equipo   | Pts | PJ | PG | PE | PP | GF | GC | DIF |
| -------- | --- | -- | -- | -- | -- | -- | -- | --- |
| Honduras | 6   | 2  | 2  | 0  | 0  | 4  | 0  | 4   |
| Colombia | 3   | 2  | 1  | 0  | 1  | 1  | 2  | -1  |
| Jamaica  | 0   | 2  | 0  | 0  | 2  | 0  | 3  | -3  |

| 12 de febrero de 2000 | Colombia     | 1:0 (1:0) | Jamaica | Orange Bowl, Miami                                       |                                                          |
|                       | Martínez 15' |           |         | Asistencia: 49.591 espectadores Árbitro(s): Felipe Ramos | Asistencia: 49.591 espectadores Árbitro(s): Felipe Ramos |

| 14 de febrero de 2000 | Jamaica | 0:2 (0:0) | Honduras                         | Orange Bowl, Miami                                        |                                                           |
|                       |         |           | Pavón 51' (pen.) · Caballero 86' | Asistencia: 23.795 espectadores Árbitro(s): Mario Sánchez | Asistencia: 23.795 espectadores Árbitro(s): Mario Sánchez |

| 16 de febrero de 2000 | Honduras              | 2:0 (0:0) | Colombia | Orange Bowl, Miami                                         |                                                            |
|                       | Pavón 71' · Núñez 78' |           |          | Asistencia: 36.004 espectadores Árbitro(s): Ramesh Ramdhan | Asistencia: 36.004 espectadores Árbitro(s): Ramesh Ramdhan |

#### Grupo B
| Equipo         | Pts | PJ | PG | PE | PP | GF | GC | DIF |
| -------------- | --- | -- | -- | -- | -- | -- | -- | --- |
| Estados Unidos | 6   | 2  | 2  | 0  | 0  | 4  | 0  | 4   |
| Perú           | 1   | 2  | 0  | 1  | 1  | 1  | 2  | -1  |
| Haití          | 1   | 2  | 0  | 1  | 1  | 1  | 4  | -3  |

| 12 de febrero de 2000 | Estados Unidos                                | 3:0 (1:0) | Haití | Orange Bowl, Miami                                       |                                                          |
|                       | Kirovski 18' · Wynalda 55' (pen.) · Jones 90' |           |       | Asistencia: 49.591 espectadores Árbitro(s): Olger Mejías | Asistencia: 49.591 espectadores Árbitro(s): Olger Mejías |

| 14 de febrero de 2000 | Haití     | 1:1 (0:0) | Perú       | Orange Bowl, Miami                                        |                                                           |
|                       | Vorbe 61' |           | Zúñiga 69' | Asistencia: 23.795 espectadores Árbitro(s): Carlos Batres | Asistencia: 23.795 espectadores Árbitro(s): Carlos Batres |

| 16 de febrero de 2000 | Estados Unidos | 1:0 (0:0) | Perú | Orange Bowl, Miami                                       |                                                          |
|                       | Jones 59'      |           |      | Asistencia: 36.004 espectadores Árbitro(s): Felipe Ramos | Asistencia: 36.004 espectadores Árbitro(s): Felipe Ramos |

#### Grupo C
| Equipo            | Pts | PJ | PG | PE | PP | GF | GC | DIF |
| ----------------- | --- | -- | -- | -- | -- | -- | -- | --- |
| México            | 4   | 2  | 1  | 1  | 0  | 5  | 1  | 4   |
| Trinidad y Tobago | 3   | 2  | 1  | 0  | 1  | 4  | 6  | -2  |
| Guatemala         | 1   | 2  | 0  | 1  | 1  | 3  | 5  | -2  |

| 13 de febrero de 2000 | México                                                       | 4:0 (1:0) | Trinidad y Tobago | Qualcomm Stadium, San Diego                                  |                                                              |
|                       | Márquez 36' · Hernández 52' · Mora 75' (a.g.) · Palencia 85' |           |                   | Asistencia: 22.131 espectadores Árbitro(s): Rafael Rodríguez | Asistencia: 22.131 espectadores Árbitro(s): Rafael Rodríguez |

| 15 de febrero de 2000 | Trinidad y Tobago                                 | 4:2 (2:1) | Guatemala               | Memorial Coliseum, Los Ángeles                            |                                                           |
|                       | Latapy 26' · Dwarika 36' · Nakhid 52' · Yorke 83' |           | Plata 30' · Ramírez 47' | Asistencia: 23.621 espectadores Árbitro(s): Kim Young-Joo | Asistencia: 23.621 espectadores Árbitro(s): Kim Young-Joo |

| 17 de febrero de 2000 | México   | 1:1 (1:1) | Guatemala   | Memorial Coliseum, Los Ángeles                             |                                                            |
|                       | Mora 26' |           | Miranda 28' | Asistencia: 54.246 espectadores Árbitro(s): Gustavo Méndez | Asistencia: 54.246 espectadores Árbitro(s): Gustavo Méndez |

#### Grupo D
| Equipo        | Pts | PJ | PG | PE | PP | GF | GC | DIF |
| ------------- | --- | -- | -- | -- | -- | -- | -- | --- |
| Costa Rica    | 2   | 2  | 0  | 2  | 0  | 4  | 4  | 0   |
| Canadá        | 2   | 2  | 0  | 2  | 0  | 2  | 2  | 0   |
| Corea del Sur | 2   | 2  | 0  | 2  | 0  | 2  | 2  | 0   |

| 13 de febrero de 2000 | Costa Rica             | 2:2 (1:1) | Canadá                   | Qualcomm Stadium, San Diego                                   |                                                               |
|                       | Soto 11' · Wallace 54' |           | Corrazin 19' (pen.), 57' | Asistencia: 22.131 espectadores Árbitro(s): Peter Prendergast | Asistencia: 22.131 espectadores Árbitro(s): Peter Prendergast |

| 15 de febrero de 2000 | Corea del Sur | 0:0 | Canadá | Memorial Coliseum, Los Ángeles                         |  |
|                       |               |     |        | Asistencia: 23.621 espectadores Árbitro(s): Brian Hall |  |

| 17 de febrero de 2000 | Corea del Sur                        | 2:2 (1:0) | Costa Rica                 | Memorial Coliseum, Los Ángeles                               |                                                              |
|                       | Dong-Gook Lee 14' · Min-Sung Lee 75' |           | Wanchope 66' · Medford 85' | Asistencia: 54.246 espectadores Árbitro(s): Argelio Sabillón | Asistencia: 54.246 espectadores Árbitro(s): Argelio Sabillón |

Canadá y Corea del Sur requirieron el lanzamiento de una moneda como desempate final.

### Segunda fase
|  | Cuartos de final   | Cuartos de final   |        |                   | Semifinales        | Semifinales        |  |          | Final         | Final         |  |
|  | 19 y 20 de febrero | 19 y 20 de febrero |        |                   | 23 y 24 de febrero | 23 y 24 de febrero |  |          | 27 de febrero | 27 de febrero |  |
|  |                    |                    |        |                   |                    |                    |  |          |               |               |  |
|  |                    |                    |        |                   |                    |                    |  |          |               |               |  |
|  | Estados Unidos     | 2 (1)              |        |                   |                    |                    |  |          |               |               |  |
|  | Estados Unidos     | 2 (1)              |        |                   |                    |                    |  |          |               |               |  |
|  | Colombia           | 2 (2)              |        |                   |                    |                    |  |          |               |               |  |
|  | Colombia           | 2 (2)              |        | Colombia          | 2                  |                    |  |          |               |               |  |
|  |                    |                    |        | Colombia          | 2                  |                    |  |          |               |               |  |
|  |                    |                    | Perú   | 1                 |                    |                    |  |          |               |               |  |
|  | Perú               | 5                  | Perú   | 1                 |                    |                    |  |          |               |               |  |
|  | Perú               | 5                  |        |                   |                    |                    |  |          |               |               |  |
|  | Honduras           | 3                  |        |                   |                    |                    |  |          |               |               |  |
|  | Honduras           | 3                  |        |                   |                    |                    |  | Colombia | 0             |               |  |
|  |                    |                    |        |                   |                    |                    |  | Colombia | 0             |               |  |
|  |                    |                    | Canadá | 2                 |                    |                    |  |          |               |               |  |
|  | Trinidad y Tobago  | 2                  | Canadá | 2                 |                    |                    |  |          |               |               |  |
|  | Trinidad y Tobago  | 2                  |        |                   |                    |                    |  |          |               |               |  |
|  | Costa Rica         | 1                  |        |                   |                    |                    |  |          |               |               |  |
|  | Costa Rica         | 1                  |        | Trinidad y Tobago | 0                  |                    |  |          |               |               |  |
|  |                    |                    |        | Trinidad y Tobago | 0                  |                    |  |          |               |               |  |
|  |                    |                    | Canadá | 1                 |                    |                    |  |          |               |               |  |
|  | México             | 1                  | Canadá | 1                 |                    |                    |  |          |               |               |  |
|  | México             | 1                  |        |                   |                    |                    |  |          |               |               |  |
|  | Canadá             | 2                  |        |                   |                    |                    |  |          |               |               |  |
|  | Canadá             | 2                  |        |                   |                    |                    |  |          |               |               |  |
|  |                    |                    |        |                   |                    |                    |  |          |               |               |  |

#### Cuartos de final
| 19 de febrero de 2000 | Estados Unidos          | 2:2 (1:1, 2:2) | Colombia                  | Orange Bowl, Miami                                        |                                                           |
|                       | McBride 20' · Armas 51' |                | Asprilla 24' · Bedoya 81' | Asistencia: 32.972 espectadores Árbitro(s): Carlos Batres | Asistencia: 32.972 espectadores Árbitro(s): Carlos Batres |

| Definición por penales |                  |     |                  |          |
| Wynalda                | Fallo de penal   | 0:0 | Fallo de penal   | Pérez    |
| Reyna                  | Fallo de penal   | 0:1 | Acierto de penal | Martínez |
| Lewis                  | Acierto de penal | 1:1 | Fallo de penal   | Candelo  |
| Armas                  | Fallo de penal   | 1:2 | Acierto de penal | Mosquera |
| Olsen                  | Fallo de penal   | 1:2 |                  |          |

| 19 de febrero de 2000 | Honduras                                       | 3:5 (1:2) | Perú                                                                      | Orange Bowl, Miami                                        |                                                           |
|                       | Clavasquín 32' · Pavón 67' (pen.) · Pineda 69' |           | Holsen 7' · J. Soto 14' (pen.) · Del Solar 50' · Palacios 52' · Sáenz 87' | Asistencia: 32.972 espectadores Árbitro(s): Mario Sánchez | Asistencia: 32.972 espectadores Árbitro(s): Mario Sánchez |

| 20 de febrero de 2000 | Costa Rica   | 1:2 (0:1, 1:1) | Trinidad y Tobago          | Qualcomm Stadium, San Diego                               |                                                           |
|                       | Wanchope 89' |                | Dwarika 26' · Trotman 101' | Asistencia: 18.062 espectadores Árbitro(s): Kim Young-Yoo | Asistencia: 18.062 espectadores Árbitro(s): Kim Young-Yoo |

| 20 de febrero de 2000 | México      | 1:2 (1:0, 1:1) | Canadá                      | Qualcomm Stadium, San Diego                                   |                                                               |
|                       | Ramírez 35' |                | Corazzin 83' · Hastings 92' | Asistencia: 18.062 espectadores Árbitro(s): Peter Prendergast | Asistencia: 18.062 espectadores Árbitro(s): Peter Prendergast |

#### Semifinales
| 23 de febrero de 2000 | Colombia                         | 2:1 (1:0) | Perú         | Qualcomm Stadium, San Diego                                 |                                                             |
|                       | Salazar 39' (a.g.) · Bonilla 53' |           | Palacios 75' | Asistencia: 3.402 espectadores Árbitro(s): Rafael Rodríguez | Asistencia: 3.402 espectadores Árbitro(s): Rafael Rodríguez |

| 24 de febrero de 2000 | Trinidad y Tobago | 0:1 (0:0) | Canadá     | Memorial Coliseum, Los Ángeles                            |                                                           |
|                       |                   |           | Watson 68' | Asistencia: 2.841 espectadores Árbitro(s): Gustavo Méndez | Asistencia: 2.841 espectadores Árbitro(s): Gustavo Méndez |

#### Final
| 27 de febrero de 2000 | Canadá                           | 2:0 (1:0) | Colombia | Memorial Coliseum, Los Ángeles                              |                                                             |
|                       | De Vos 45' · Corazzin 67' (pen.) |           |          | Asistencia: 7.000 espectadores Árbitro(s): Peter Pendergast | Asistencia: 7.000 espectadores Árbitro(s): Peter Pendergast |

|                               |
| Canadá                        |
| Campeón Canadá Segundo título |

## Estadísticas

### Tabla de rendimiento
| Equipo | Equipo            | Pts | PJ | PG | PE | PP | GF | GC | Dif | Rend   |
| ------ | ----------------- | --- | -- | -- | -- | -- | -- | -- | --- | ------ |
| 1      | Canadá            | 11  | 5  | 3  | 2  | 0  | 7  | 3  | 4   | 73.33% |
| 2      | Colombia          | 7   | 5  | 2  | 1  | 2  | 5  | 7  | -2  | 53.33% |
| 3      | Trinidad y Tobago | 6   | 4  | 2  | 0  | 2  | 6  | 8  | -2  | 50%    |
| 4      | Perú              | 4   | 4  | 1  | 1  | 2  | 7  | 7  | 0   | 33.33% |
| 5      | Estados Unidos    | 7   | 3  | 2  | 1  | 0  | 6  | 2  | 4   | 77.78% |
| 6      | Honduras          | 6   | 3  | 2  | 0  | 1  | 7  | 5  | 2   | 66,67% |
| 7      | México            | 4   | 3  | 1  | 1  | 1  | 6  | 3  | 3   | 44.44% |
| 8      | Costa Rica        | 2   | 3  | 0  | 2  | 1  | 5  | 6  | -1  | 22.22% |
| 9      | Corea del Sur     | 2   | 2  | 0  | 2  | 0  | 2  | 2  | 0   | 33.33% |
| 10     | Guatemala         | 1   | 2  | 0  | 1  | 1  | 3  | 5  | -2  | 16.67% |
| 11     | Haití             | 1   | 2  | 0  | 1  | 1  | 1  | 4  | -3  | 16.67% |
| 12     | Jamaica           | 0   | 2  | 0  | 0  | 2  | 0  | 3  | -3  | 0%     |

### Goleadores
| Jugador          | Equipo            | Goles |
| ---------------- | ----------------- | ----- |
| Carlo Corazzin   | Canadá            | 4     |
| Carlos Pavón     | Honduras          | 3     |
| Roberto Palacios | Perú              | 2     |
| Arnold Dwarika   | Trinidad y Tobago | 2     |
| Cobi Jones       | Estados Unidos    | 2     |
| Paulo Wanchope   | Costa Rica        | 2     |

## Premios y reconocimientos

### Goleador del torneo (Bota de oro)
- Carlo Corazzin

El delantero canadiense anotó 4 goles en 5 partidos jugados, le marcó un doblete a Costa Rica en la fase de grupos, luego hizo el gol del empate ante México en los cuartos de final, partido que posteriormente ganarían los canadienses y finalmente marcó el último gol desde los 11 pasos en la victoria ante Colombia por 2-0 en el partido por el campeonato.

### Mejor jugador del torneo (Balón de oro)
- Craig Forrest

El arquero canadiense estuvo presente en los 6 encuentros que disputó su selección en los que recibió tres goles y mantuvo su arco invicto en tres ocasiones.

### Mejor jugador joven
- Richard Hastings

El defensa canadiense, de 22 años, participó en los 6 partidos que disputó su selección. Marcó el gol de oro en el histórico partido de cuartos de final frente a México.

### Premio al juego limpio
Premio Fairplay otorgado a la selección que practicó mejor el juego limpio.
- Canadá

La selección canadiense terminó el campeonato con 7 tarjetas amarillas.

### Equipo ideal del torneo
Se eligió al equipo ideal del torneo formado por once integrantes. El mejor jugador joven del torneo Richard Hastings no ingresó en el equipo ideal. 
| Portero       | Defensas                    | Centrocampistas                                                        | Delanteros                                    |
| ------------- | --------------------------- | ---------------------------------------------------------------------- | --------------------------------------------- |
| Craig Forrest | Rafael Márquez Jason de Vos | Arnold Dwarika Roberto Palacios Ramón Ramírez Rusell Latapy Cobi Jones | Carlos Pavón Carlo Corazzin Faustino Asprilla |